# Soyouz MS-17
Soyouz MS-17, (en russe : Союз МС-17), est une mission spatiale habitée dont le lancement s'est déroulé le 14 octobre 2020 depuis le cosmodrome de Baïkonour grâce à un lanceur du même nom. Elle transporte trois spationautes vers la Station spatiale internationale pour qu'ils participent aux expéditions 64 et 65. Il s'agit du 145e vol habité d'un vaisseau Soyouz, le 142e mis en orbite.

## Équipage

### Principal
- Commandant : Sergueï Ryjikov (2),  Russie, Roscosmos.
- Ingénieur de vol 1 : Sergueï Koud-Skvertchkov (1),  Russie, Roscosmos.
- Ingénieur de vol 2 : Kathleen Rubins (2)  États-Unis, NASA

Le chiffre entre parenthèses indique le nombre de vols spatiaux effectués par l'astronaute, Soyouz MS-17 inclus.

### Réserve
- Commandant : Oleg Novitski (3),  Russie, Roscosmos.
- Ingénieur de vol 1 : Piotr Doubrov (1),  Russie, Roscosmos.
- Ingénieur de vol 2 : Mark Vande Hei (2)  États-Unis, NASA.

### Seconde réserve
- Commandant : Anton Chkaplerov (3),  Russie, Roscosmos.
- Ingénieur de vol 1 : Andrei Babkine (1),  Russie, Roscosmos.

## Remarques
La constitution habituelle des équipages de Soyouz prévoit qu'un équipage soit réserviste pour une mission puis vole sur la suivante. L'équipage de réserve prend la place de l'équipage principal en cas de problème (maladie, accident...). Il était au départ prévu qu'Anatoli Ivanichine et Ivan Vagner et Stephen Bowen constituent l'équipage de réserve de Soyouz MS-16 et vole sur Soyouz MS-17. À la suite d'une blessure de Nikolaï Tikhonov, membre de l'équipage de Soyouz MS-16, ce protocole s'est appliqué pour la partie russe de l'équipage, Ivanichine et Vagner ont pris la place de Tikhonov et Babkine. Alors qu'un équipage constitué de Tikhonov, Babine et Bowen était évoqué en mars, Sergueï Ryjikov, Sergueï Koud-Skvertchkov et Kathleen Rubins ont finalement été affecté à cette mission.
En réaction à la pandémie de COVID-19, Roscosmos a mis en place un deuxième équipage de réserve de deux cosmonautes pour s'assurer que le vol puisse se poursuivre sans retard, dans le cas peu probable où l'équipage principal et l'équipage de réserve tomberaient malades.